# Catedral de Notre-Dame de Luxemburgo

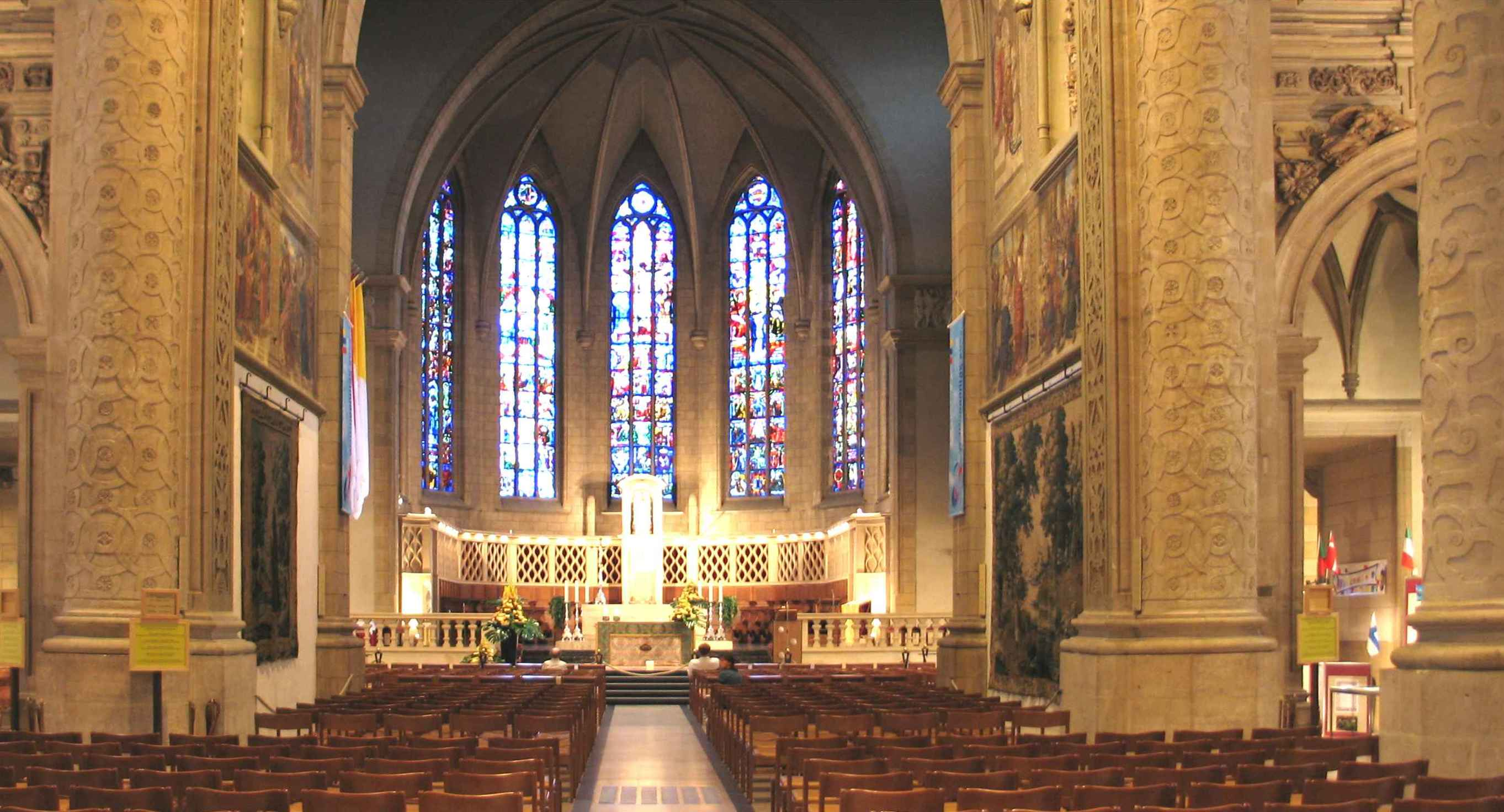
O coro da Catedral

A Catedral de Notre-Dame em Luxemburgo é a catedral católica da cidade de Luxemburgo, ao sul de Luxemburgo. Foi, originalmente, uma catedral jesuíta, e sua base foi construída em 1613.
A igreja é um grande exemplo da antiga arquitetura gótica; entretanto, possui também muitos elementos e adornos da arquitetura do Renascimento. No final do século XVIII, ela recebeu a milagrosa imagem de Maria Consolatrix Afflictorum, a santa patrona da cidade e da nação. 
Depois, foi consagrada como Igreja de Nossa Senhora e, por volta de 1870, foi elevada à Catedral de Notre-Dame pelo Papa Pio IX. De 1935 até 1938, a catedral sofreu uma expansão.